# Aldina
Genre
Classification phylogénétique
Aldina est un genre de plantes à fleurs dicotylédones de la famille des Fabaceae, sous-famille des Faboideae, originaire d'Amérique du Sud, qui comprend une quinzaine d'espèces acceptées.

## Liste d'espèces
Selon The Plant List (20 octobre 2018) :
- Aldina amazonica M. Yu. Gontsch. & Yakovlev
- Aldina aurea Cowan
- Aldina berryi Cowan & Steyerm.
- Aldina discolor Benth.
- Aldina elliptica Cowan
- Aldina heterophylla Benth.
- Aldina insignis (Benth.) Endl.
- Aldina kunhardtiana Cowan
- Aldina latifolia Benth.
- Aldina macrophylla Benth.
- Aldina microphylla M. Yu. Gontsch. & Yakovlev
- Aldina occidentalis Ducke
- Aldina paulberryi G.A. Aymard
- Aldina petiolulata Cowan
- Aldina polyphylla Ducke
- Aldina reticulata Cowan